# Valtasenjärvi och Raudanjärvi
Valtasenjärvi och Raudanjärvi är en sjö i Finland. Den ligger i kommunen Kuhmo i landskapet Kajanaland, i den östra delen av landet, 500 km nordost om huvudstaden Helsingfors. Valtasenjärvi och Raudanjärvi ligger 194,4 meter över havet. Den är 22,09 meter djup. Arean är 2,35 kvadratkilometer och strandlinjen är 18,35 kilometer lång. Sjön  ingår i Uleälvens huvudavrinningsområde.   Den sträcker sig 2,8 kilometer i nord-sydlig riktning, och 4,4 kilometer i öst-västlig riktning.
I övrigt finns följande vid Valtasenjärvi och Raudanjärvi:
- Hämeenjärvi (en sjö)
- Kuusijärvi (en sjö)